# Colin McRae Rally 2005
Colin McRae Rally 2005 — piąta część serii rajdowych gier wyścigowych reklamowana nazwiskiem szkockiego kierowcy Colina McRae stworzona przez brytyjskie studio Codemasters. W polskiej wersji językowej jako pilot rajdowy w grze użyczył głosu kierowca rajdowy Leszek Kuzaj.

## Możliwości
Piąta część serii umożliwia granie w nowy, pół liniowy tryb kariery wzorowany na serii TOCA Race Driver, składający się z ok. 30 różnych rangą rajdów odblokowywanych wraz z postępami, a także klasyczny tryb mistrzostw z terminarzem podobnym do tego z prawdziwych zawodów WRC, próbę czasową, pojedynczy rajd, własny zlepek odcinków i tryb gry multiplayer wsparty systemem GameSpy Arcade. W CMR 2005 do dyspozycji jest ok. 30 samochodów klas 2WD i 4WD i tradycyjnie nie tylko tych nowych, ale też i tych używanych kilkadziesiąt lat temu. Ich modyfikacje zwiększające ich jakość można zdobywać poprzez pomyślne wykonywanie testów. W trybach kariery, rajdu i mistrzostw jak zawsze można grzebać w ustawieniach rajdówki oraz naprawiać ją według starego systemu. Do 8 rajdów po 8-9 odcinków z poprzednich części dołączył Rajd Niemiec.